# Датчик протечки
Датчик протечки (англ. leak sensor), или датчик затопления (англ. flood sensor) — средство обнаружения, способное зафиксировать разлив воды.
Датчики протечки широко используются как одно из основных средств предотвращения ущерба от бытовых несчастных случаев, наряду с дымовыми извещателями. Это один из наиболее простых механизмов домашней автоматизации и автоматизации зданий, который предполагает активацию тревожного сигнала и автоматическое перекрытие труб при протечке.

## Принцип работы
В основе работы датчика протечки лежит электрическая проводимость воды. Датчик оснащен двумя или тремя контактами и устанавливается в местах, где в первую очередь появится вода при протечке. Когда вода попадает на контакты, между ними образуется слабый электрический ток, и датчик срабатывает.
Слабая сторона датчика протечки в том, что он не может зафиксировать протечку, пока она не приведет к затоплению. Этого недостатка лишена система, которая распознает протечки, анализируя расход воды, однако такие системы стоят в десятки и даже сотни раз дороже систем, работающих на датчиках. Тем не менее, датчики способны обеспечить эффективную защиту имущества от связанного с протечками ущерба.

## Взаимодействие с другими устройствами
Этот датчик как правило используется совместно с устройством, автоматически запирающим трубы в случае протечки - обычно электроприводом, установленным на трубопроводный кран. По этой причине производители датчиков протечки зачастую предлагают также электроприводы или комплекты, которые включают датчики, приводы и контроллер - управляющее устройство, которое обеспечивает взаимодействие датчиков с приводами и некоторые другие функции.
Если пользователь подбирает датчики и приводы разных производителей, взаимодействие между ними также происходит через контроллер, который в таких случаях устанавливается отдельно. Такая установка дает владельцу настроить взаимодействие датчика не только с электроприводом, но и с другими устройствами, например с умной розеткой или умными выключателями, что в случае протечки автоматически обесточить электроприборы.

## Использование
Наиболее распространенные применения датчика протечки в домашних условиях:
- включение тревожного сигнала при протечке,
- отправка уведомления о протечке владельцу или указанному им человеку,
- дистанционное (со смартфона) или автоматическое перекрытие труб при протечке,
- дистанционное или автоматическое отключение допустившей протечку техники, например стиральной машины,
- дистанционное или автоматическое обесточивание электросети при протечке во избежание возгораний.

Установка датчиков протечки особенно актуальна для семей с детьми или пожилыми людьми, а также для престарелых людей, которые тем не менее живут самостоятельно. В таких домах выше вероятность протечек из-за невнимательности или оплошности, например забытого крана. С другой стороны, детям и престарелым людям сложнее сориентироваться и быстро отреагировать на протечку.